# Coro dos Meninos Cantores de Basileia
O Coro dos Meninos Cantores da Basileia, fundado em 1927 pela Igreja Evangélica Reformada, canta a capella ou com orquestra e interpreta música sacra, clássica e popular de diferentes períodos, do Renascimento aos dias de hoje. Com 45 meninos e 35 adultos, o grupo envolve-se  diretamente com atividades religiosas, missas, concertos, viagens e emissões em rádio e televisão, além de apresentar óperas no Teatro de Basileia, Suíça.
O condutor do coro era Beat Raaflaub (1983-2007) e desde 2007 é Markus Teutschbein.